# John Wimber
John Wimber (Kirksville, Missouri, 25 februari 1934 – Los Angeles, 17 november 1997) was een Amerikaanse predikant en schrijver van christelijke boeken die bekend is geworden als de oprichter van de internationale evangelische Vineyardbeweging ('vineyard' is Engels voor 'wijngaard'). 
De Vineyardbeweging kwam voort uit een  huisgroep die Carol en John Wimber samen met enkele Quakers in oktober 1976 begonnen.
Wimber kreeg zijn wereldwijde bekendheid door de nadruk op aanbidding en evangelisatie door "tekenen en wonderen". Nog steeds is voor veel mensen de Vineyard bekend vanwege de liederen die er uit voort zijn gekomen. 
De Vineyardbeweging is ook bekend geworden van de zogeheten Toronto Blessing (vertaling: Toronto-zegen). De Toronto-blessing is begonnen in januari 1994 in een Vineyardgemeente in Toronto en is bekend geworden van bijzondere manifestatie/aanrakingen door de Heilige Geest. Binnen de evangelische beweging heeft het verschijnsel, dat zich voor het eerst in januari 1994 in de Canadese Toronto Airport Vineyardgemeente voordeed tot controverse geleid. 
In een aantal kerkelijke gemeenten in Nederland heeft deze 'zegen' tot onenigheid en splitsingen geleid. Gelijktijdig zijn diverse manifestaties (zoals het vallen/rusten in de geest) ondertussen in veel kerken geaccepteerd.
In 1995 plaatste Wimber de gemeente in het Canadese Toronto buiten het verband van de internationale Vineyardbeweging. Alhoewel hij op geen enkele wijze beweerde dat Toronto-zegen per definitie onjuist was waren in zijn ogen een aantal zaken te ver doorgeslagen. Hij spreekt in zijn brief aan de 550 wereldwijd verspreide Vineyardkerken van 'exotische praktijken die buiten-bijbels zijn'. Gelijktijdig schrijft hij in dezelfde brief: "Dat gezegd hebbende, ben ik persoonlijk niet van mening dat dit 'demonisch' en/of per se 'goddelijk' is. Ik breng dit onder in de categorie 'overpeinzen/ik weet het niet'."
Aangezien de gemeente in Toronto de koers niet wilde wijzigen en de Vineyard deze koers niet wilde is door het bestuur van Vineyard besloten dat de kerk in Toronto niet langer paste in de Vineyardbeweging. Ondanks de breuk is er nog steeds veel vriendschap tussen beide bewegingen en haar deelnemende gemeenten. 
Wimber stond bekend als een pragmaticus. In zijn cursus Tekenen en wonderen die hij in de jaren zeventig aan de School van Gemeentegroei in Californië ontwikkelde, betoogde Wimber dat christenen bij hun zendingsopdracht moeten uitgaan van datgene wat werkt.
Wimber wordt wel de 'man van de Derde Golf' genoemd. Daarmee wordt gedoeld op de voortgaande lijn van christelijke opwekkingen in de wereld. De Eerste Golf was de Pinkstergemeenteopwekking aan het begin van de 20e eeuw, waarin een sterke nadruk lag op genezing en het zogenoemde 'spreken in tongen' - een voor buitenstaanders onverstaanbare taal die volgens het Nieuwe Testament wordt ingegeven door de Geest van God. De Tweede Golf werd gevormd door de charismatische beweging uit de jaren zestig die zich in tal van kerken ook buiten de pinksterbeweging deed gelden.

Wimber was van mening dat het 'spreken in tongen' niet hét kenmerk van de vervulling of doop met de Heilige Geest was maar een kenmerk; hierbij trachtte hij de bezwaren die bij bepaalde evangelische christenen tegen de charismatische gaven leefden, weg te nemen.
- Bibliothèque nationale de France: cb12155089f (data)
- CiNii: DA07290113
- Gemeinsame Normdatei: 123878292
- International Standard Name Identifier: 0000 0001 0861 0493
- Library of Congress Control Number: n85388920
- MusicBrainz: 16b79179-0d24-4653-a4aa-5ff43ccbd97a
- Bibliotheek van het Japanse parlement: 00477350
- Nationale Bibliotheek van Tsjechië: xx0022258
- Nederlandse Thesaurus van Auteursnamen: 072296054
- LIBRIS: 336200
- Système universitaire de documentation: 067033784
- Virtual International Authority File: 49230
- WorldCat: E39PBJkhPm4HGxPQgcBffvttKd